# Houla (Liban)
Houla (arabe : حولا) est un village dans le district de Marjayoun, dans le gouvernorat de Nabatieh, dans le sud du Liban, situé sur la rive sud du fleuve Litani.
Le village conserve ses traditions culturelles et organise des fêtes de village.

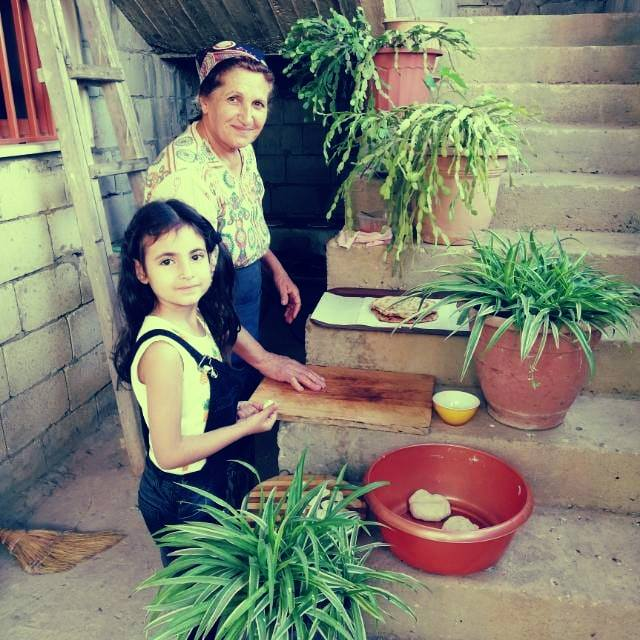
Une habitante fait cuire du pain

## Période ottomane
En 1881, l'Enquête sur la Palestine occidentale (Survey of Western Palestine) du PEF le décrit comme « un village construit en pierre, situé au sommet d'une colline et entouré d'oliviers, de vignes et de terres arables. Il y a plusieurs citernes, deux birkets ou fontaines (l'une d'elles taillés dans la roche) et une source. » L'Enquête mentionne également une petite mosquée centrale au sommet d'une des collines du village, la tombe d'un cheikh, plusieurs linteaux anciens et un pressoir à olives.

## Ère moderne

### Les deux massacres de Houla par les Israéliens en 1948

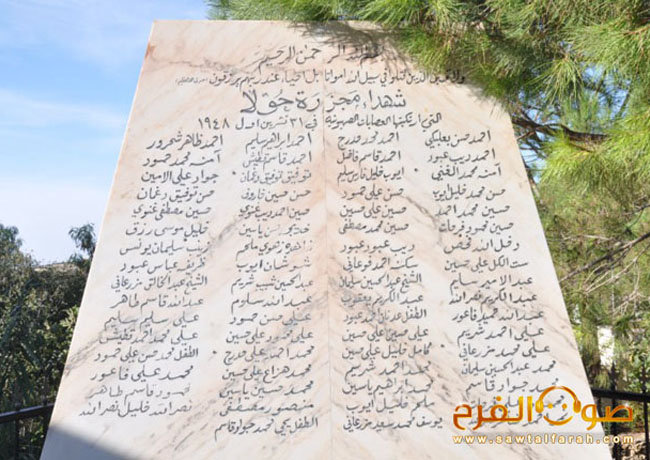
Plaque commémorative des victimes du Massacre de Houla en 1948

Au cours de la guerre israélo-arabe de 1948, le 24 octobre 1948, l'armée israélienne pénètre dans le village sans résistance, les enfants et les femmes sont expulsés, et les hommes âgés de 15 à 60 ans sont rassemblés dans une maison. Le 1er novembre, la maison est dynamitée alors que les prisonniers se trouvaient encore à l'intérieur. Cet événement est connu sous le nom de Massacre de Houla (en), dans lequel périssent plus de 80 civils âgés de 15 à 60 ans.
Un deuxième massacre a lieu une semaine après, où en deux jours, 33 des 60 vieillards qui n’avaient pas fui le village sont massacrés par les soldats de l’armée israélienne commandés par Shmouel Lahis. Condamné à sept ans de prison, sa peine est réduite à un an en appel, il est finalement amnistié ; à la fin des années 1970, il est nommé directeur général de l’Agence juive.
Le village se trouve près de la frontière avec Israël.

### Occupation israélienne 1982-2000
Après l'invasion du Liban par Israël de 1982, Houla fait partie de la zone occupée par Israël.
Le 6 avril 1992, un convoi de l'armée israélienne tombe dans une embuscade à Houla. Deux soldats ont été tués et cinq blessés. Le mouvement du Jihad islamique en Palestine, basé à Sidon, a revendiqué la responsabilité de l'attentat. La cible était le major-général Yitzhak Mordechai, chef du commandement nord d'Israël. Mais il avait quitté le convoi plus tôt. Trois des assaillants ont été tués.

### Guerre de 2006
Lors du conflit israélo-libanais de 2006, le 15 juillet, deux jeunes femmes ont été tuées par un bombardement israélien sur le village. Le 7 août 2006, un autre bombardement israélien sur Houla a tué un autre civil .

### Guerre de 2023-2024
Lors des guerres entre Israël et le Hezbollah de 2023-2024 des bombardements israéliens tuent deux personnes à Houla en août 2024.

## Galerie

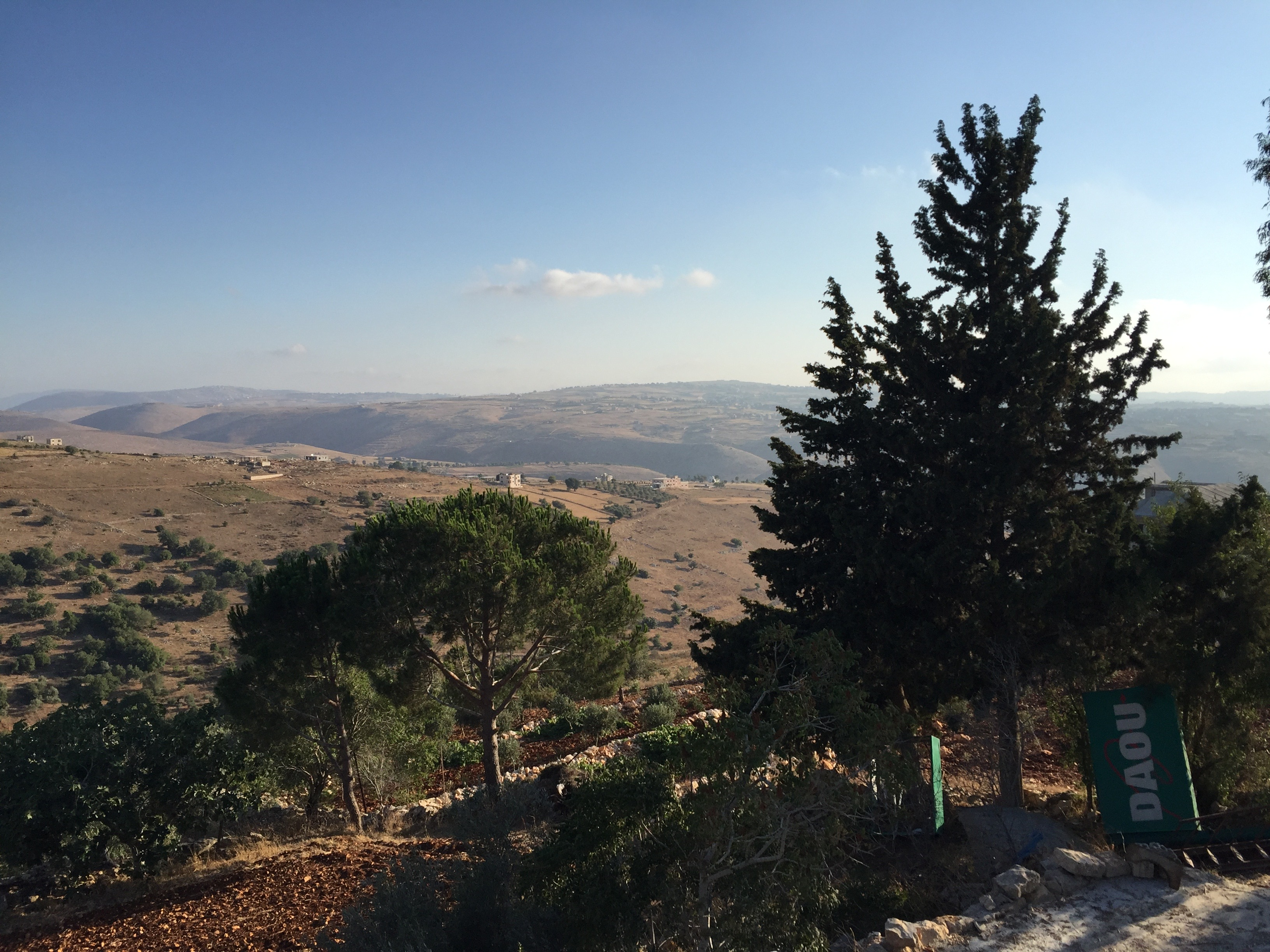
Houla
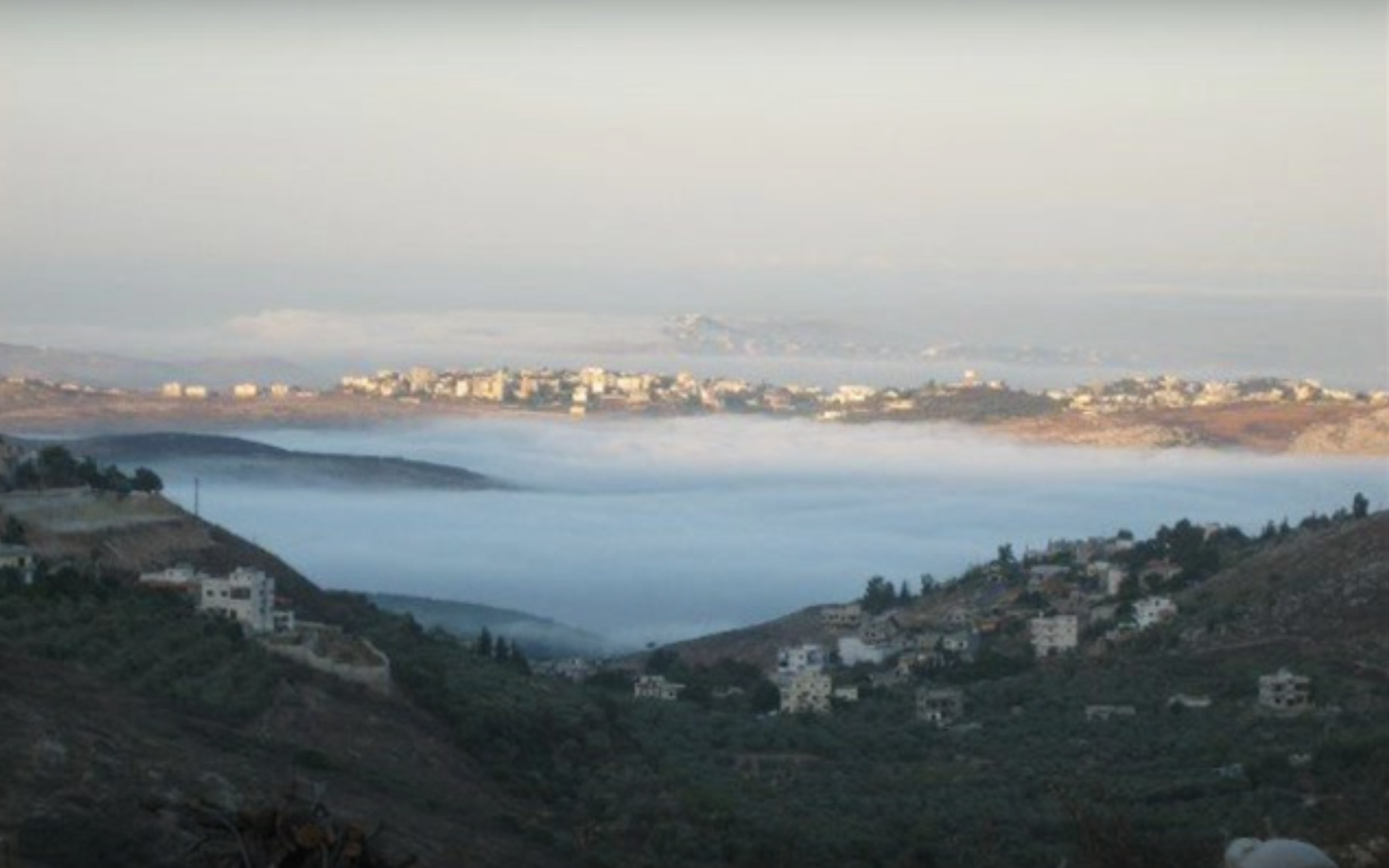
Nuages de Houla